# Lequio Berria
Lequio Berria (Lech in piemontese) è un comune italiano di 434 abitanti della provincia di Cuneo in Piemonte.
Il toponimo deriverebbe dal termine celtico leak (pietra miliare).

## Società

### Evoluzione demografica
La popolazione residente è dimezzata negli ultimi cento anni, a partire dal 1921.
Abitanti censiti

## Cultura
Nella sede della Protezione Civile si trova la "Collezione permanente del Pastello Soffice", unica sul territorio nazionale, nata nel 2001 grazie al prof. Luigi Carbone e al pittore Pierre Tchakhotine, che conta circa 133 opere.

## Amministrazione
Di seguito è presentata una tabella relativa alle amministrazioni che si sono succedute in questo comune.
| Periodo        | Periodo        | Primo cittadino   | Partito                                 | Carica  | Note  |
| -------------- | -------------- | ----------------- | --------------------------------------- | ------- | ----- |
| 10 giugno 1985 | 9 giugno 1990  | Giuseppe Busca    | Partito Socialista Democratico Italiano | Sindaco | [ 6 ] |
| 9 giugno 1990  | 24 aprile 1995 | Giuseppe Busca    | lista civica                            | Sindaco | [ 6 ] |
| 24 aprile 1995 | 14 giugno 1999 | Giuseppe Busca    | -                                       | Sindaco | [ 6 ] |
| 14 giugno 1999 | 14 giugno 2004 | Agostino Josè Noè | -                                       | Sindaco | [ 6 ] |
| 14 giugno 2004 | 8 giugno 2009  | Davide Adriano    | lista civica                            | Sindaco | [ 6 ] |
| 8 giugno 2009  | 26 maggio 2014 | Davide Adriano    | lista civica                            | Sindaco | [ 6 ] |
| 26 maggio 2014 | 27 maggio 2019 | Davide Adriano    | lista civica: per il futuro di Lequio   | Sindaco | [ 6 ] |
| 27 maggio 2019 | in carica      | Silvano Rabino    | lista civica: per il futuro di Lequio   | Sindaco | [ 6 ] |

### Altre informazioni amministrative
Il comune faceva parte della comunità montana Alta Langa e Langa delle Valli Bormida e Uzzone.